# Hanumanahalli, Mudigere
Hanumanahalli là một làng thuộc tehsil Mudigere, huyện Chikmagalur, bang Karnataka, Ấn Độ.